# 2000年度新城勁爆頒獎禮得獎名單
新城勁爆頒獎禮2000的主題為「音樂共和 無限星光」，於2000年12月29日頒發。

## 得獎名單
- 勁爆歌曲
  - 少女的祈禱（楊千嬅）
  - 感情線上（鄭秀文）
  - 給自己的情書（王菲）
  - K歌之王（陳奕迅）
  - 誰來愛我（容祖兒）
  - 會過去的（車婉婉，許志安）
  - 花花宇宙（陳慧琳）
  - 一千次日落（許志安）
  - 無人駕駛（彭羚）
  - 漩渦（彭羚，黃耀明）
  - 就算我做錯（陳慧珊）
  - 深藍（盧巧音）
  - 男朋友（古天樂）
  - 新的喝采（郭富城）
  - 將自己給你（劉德華）
  - 借借你肩膊（陳曉東）
  - 不一樣的我（張栢芝）
  - Kiss Me（梁詠琪）
  - 活著 Viva（謝霆鋒）
  - 一生一火花（張學友）
  - 心癮（王傑）

- 勁爆年度歌曲大獎
  - 感情線上（鄭秀文）

- 勁爆新登場歌手
  - 陳冠希
  - 古天樂
  - 陳慧珊
  - 李彩樺
  - 小雪

- 勁爆新登場海外歌手：
  - 蕭亞軒
  - 丁菲飛
  - 孫燕姿

- 勁爆新人王
  - 陳冠希

- 勁爆國語歌曲
  - 不要害怕（王力宏）
  - 我不夠愛你（劉德華，陳慧琳）
  - 花樣年華（梁朝偉，吳恩琪）

- 勁爆國語男歌手
  - 任賢齊

- 勁爆國語女歌手
  - 李玟

- 勁爆人氣男歌手
  - 陳奕迅

- 勁爆人氣女歌手
  - 容祖兒

- 勁爆男歌手：
  - 謝霆鋒
  - 許志安
  - 劉德華

- 勁爆女歌手
  - 陳慧琳
  - 鄭秀文
  - 王菲

- 勁爆組合：
  - LMF

- 勁爆亞洲男歌手：
  - 劉德華

- 勁爆亞洲女歌手：
  - 王菲

- Neway勁爆卡啦OK歌曲：
  - 少女的祈禱（楊千嬅）
  - 活著 Viva（謝霆鋒）
  - 祝君好（張智霖）

- 形爆男歌手：
  - 許志安

- 形爆女歌手：
  - 王菲

- 四台聯頒音樂大獎-歌曲獎：
  - 少女的祈禱（楊千嬅）